# 서양금혼초
서양금혼초는 유럽 원산의 귀화식물로 목장과 공터에서 자라는 여러해살이풀이다. 줄기는 높이 30-50cm로 1cm미만의 비늘조각이 듬성하게 난다. 잎은 모두 뿌리에서 나며, 도피침형으로 4-8쌍의 깃 모양으로 갈라진다. 그것은 개민들레라고도 한다.
서양금혼초는 한국의 토종 생태계를 교란하는 외래식물이다.

## 특징

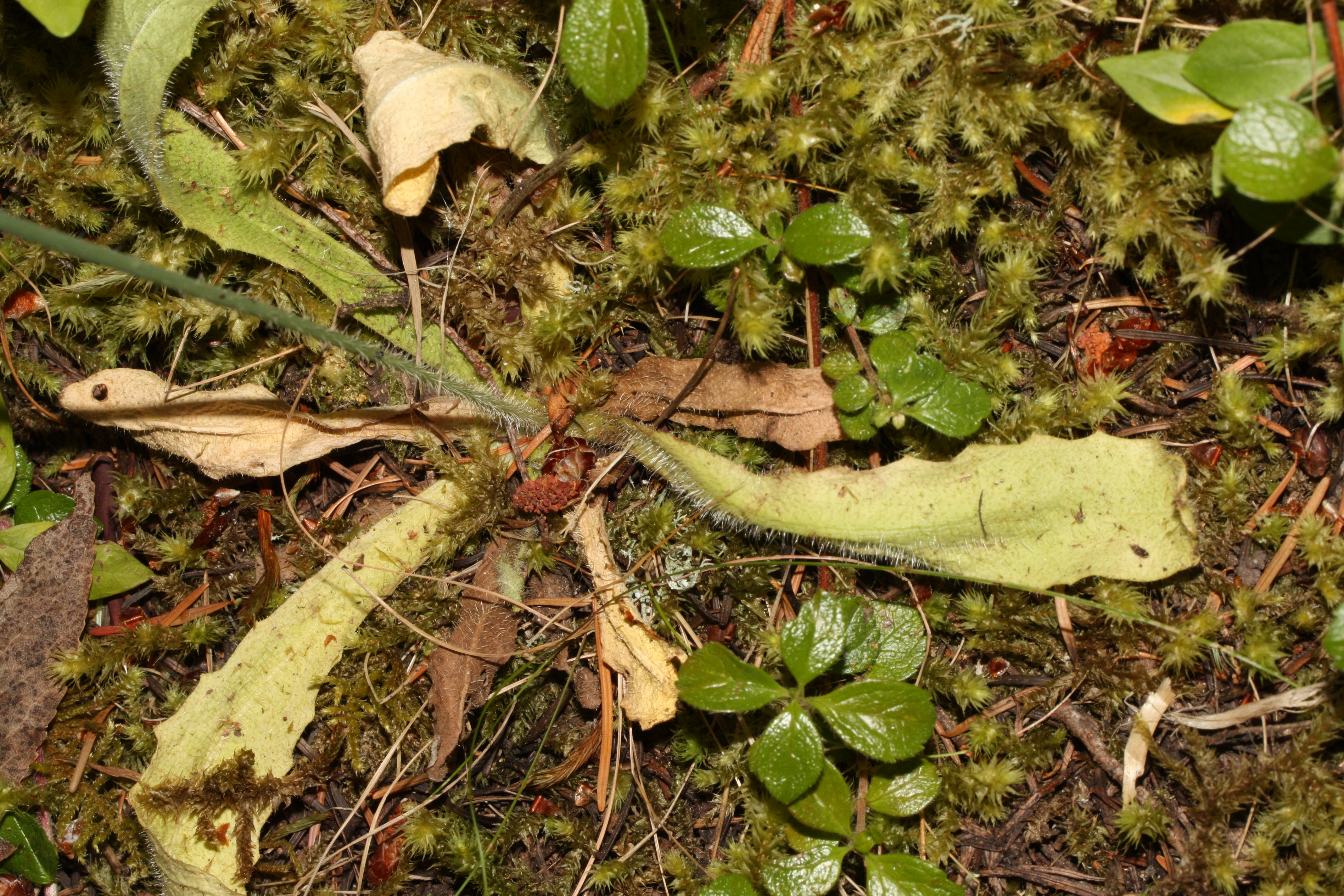

잎 양면에 황갈색의 굳은 털이 빽빽하게 있다. 꽃은 노란색이고 지름 3cm정도의 머리모양꽃이 줄기 끝에서 1개씩 달린다. 총포편은 3줄로 배열하고 모두 곧추선다. 혀모양꽃은 끝이 5갈래로 갈라진다. 열매는 수과, 표면에 가시 모양의 돌기가 빽빽하게 나며, 가는 뿌리가 있다.

## 생태
꽃은 5-6월에 핀다. 1개체가 1년에 2,300립 이상의 종자를 맺는다.

## 참조
1. ↑  “Factsheet - Hypochaeris radicata”. lewf.org. 2010년 9월 15일에 확인함.[깨진 링크(과거 내용 찾기)]